# 斯泰蘭蒂斯
斯泰蘭蒂斯有限公司（Stellantis N.V.），是一家跨國汽車製造商，於2021年由義大利-美國公司飛雅特克萊斯勒汽車與法國公司寶獅雪鐵龍集團合併而成的大型汽車集團，雙方各出資一半，總部位於荷蘭霍夫多普。

## 名稱
Stellantis拉丁語意爲「群星閃耀」。N.V.是Naamloze vennootschap的縮寫，意爲無記名公司即上市公司。

## 历史
截止2024年，Stellantis是全球销量第四大汽车制造商，業務遍及130多個國家，在30個國家擁有製造工廠。
擁有廣泛的汽車品牌組合：阿巴斯、阿尔法·罗密欧、克萊斯勒、雪鐵龍、道奇、DS汽車、菲亚特、菲亚特商務、吉普汽車、藍旗亞、瑪莎拉蒂、莫帕爾、歐寶、標緻、公羊貨車及佛賀汽車等。「斯泰蘭蒂斯」名稱專門用於標識公司實體，而集團下各品牌的名稱和標誌則維持不變。
2024年2月19日，斯泰兰蒂斯将深化与中国零跑汽车的合作协议并在意大利都灵引入相关车型的生产，预计年产能将在2025年或2026年达到15万辆。

## 外部連結
- 官方网站